# Mistrzostwa Świata w Piłce Ręcznej Kobiet 2017 (eliminacje)
Kwalifikacje do Mistrzostw Świata w Piłce Ręcznej Kobiet 2017 miały na celu wyłonienie żeńskich reprezentacji narodowych w piłce ręcznej, które wystąpiły w finałach tego turnieju.

## Informacje ogólne
Turniej finałowy organizowanych przez IHF mistrzostw świata odbędzie się w Niemczech w grudniu 2017 roku i wezmą w nim udział dwadzieścia cztery drużyny. Automatycznie do mistrzostw zakwalifikowała się reprezentacja Norwegii jako mistrz świata z 2015 i Niemcy jako organizator imprezy. O pozostałe 22 miejsca odbywały się kontynentalne kwalifikacje. Wolne miejsca zostały podzielone według następującego klucza geograficznego: Europie przydzielono dwanaście miejsc, Ameryce (Południowej wspólnie z Północną), Azji i Afryce przyznano po trzy miejsca, a jedno – wcześniej przypadające Oceanii – miał otrzymać zwycięzca barażu pomiędzy najlepszymi zespołami z Oceanii, Afryki, Azji i Ameryk, które dotychczas nie uzyskały awansu. Ostatecznie IHF zdecydowała jednak o przyznaniu dzikiej karty, a otrzymały ją Polki jako przedstawicielki kontynentu mistrza świata i jednocześnie najwyżej sklasyfikowana na poprzednich mistrzostwach drużyna, która nie uzyskała awansu.

## Eliminacje
| Kontynent | Związek | Miejsca   | Turniej                         | World Map IHF |
| Europa    | EHF     | 3 miejsca | Mistrzostwa Europy 2016         | World Map IHF |
| Europa    | EHF     | 9 miejsc  | Europejski turniej eliminacyjny | World Map IHF |
| Afryka    | CAHB    | 3 miejsca | Mistrzostwa Afryki 2016         | World Map IHF |
| Ameryka   | PATHF   | 3 miejsca | Mistrzostwa Ameryki 2017        | World Map IHF |
| Azja      | AHF     | 3 miejsca | Mistrzostwa Azji 2017           | World Map IHF |
|           |         | 1 miejsce | Dzika karta                     | World Map IHF |

## Zakwalifikowane zespoły
| Kraj             | Strefa kwalifikacyjna                 | Mistrzostwa 2015 |
| ---------------- | ------------------------------------- | ---------------- |
| Niemcy           | Gospodarz                             | 13. miejsce      |
| Norwegia         | Mistrz świata 2015                    | Mistrzostwo      |
| Angola           | Mistrzostwa Afryki 2016 – 1. miejsce  | 16. miejsce      |
| Tunezja          | Mistrzostwa Afryki 2016 – 2. miejsce  | 21. miejsce      |
| Kamerun          | Mistrzostwa Afryki 2016 – 3. miejsce  | –                |
| Brazylia         | Mistrzostwa Ameryki 2017 – 1. miejsce | 10. miejsce      |
| Argentyna        | Mistrzostwa Ameryki 2017 – 2. miejsce | 18. miejsce      |
| Paragwaj         | Mistrzostwa Ameryki 2017 – 3. miejsce | –                |
| Korea Południowa | Mistrzostwa Azji 2017 – 1. miejsce    | 14. miejsce      |
| Japonia          | Mistrzostwa Azji 2017 – 2. miejsce    | 19. miejsce      |
| Chiny            | Mistrzostwa Azji 2017 – 3. miejsce    | 17. miejsce      |
| Holandia         | Mistrzostwa Europy 2016 – 2. miejsce  | 2. miejsce       |
| Francja          | Mistrzostwa Europy 2016 – 3. miejsce  | 7. miejsce       |
| Dania            | Mistrzostwa Europy 2016 – 4. miejsce  | 6. miejsce       |
| Czarnogóra       | Europa – Play-off                     | 8. miejsce       |
| Czechy           | Europa – Play-off                     | 5. miejsce       |
| Hiszpania        | Europa – Play-off                     | –                |
| Rosja            | Europa – Play-off                     | 5. miejsce       |
| Rumunia          | Europa – Play-off                     | 3. miejsce       |
| Serbia           | Europa – Play-off                     | 15. miejsce      |
| Słowenia         | Europa – Play-off                     | –                |
| Szwecja          | Europa – Play-off                     | 9. miejsce       |
| Węgry            | Europa – Play-off                     | 14. miejsce      |
| Polska           | Dzika karta                           | 4. miejsce       |

## Europa
Zgłoszenia zespołów były przyjmowane przez EHF do 18 marca 2016 roku. Chęć udziału w mistrzostwach świata wyraziło 31 europejskich federacji piłki ręcznej. Szesnaście z tych drużyn uczestniczyło w turnieju finałowym ME 2016, z którego trzy najlepszy zespół (prócz Niemiec i Norwegii, która miały już zapewniony awans) uzyskał bezpośredni awans, pozostałe piętnaście natomiast, podzielone na cztery grupy, rozegrały turnieje o siedem miejsc uprawniających do udziału w fazie play-off. Te reprezentacje, a także jedenaście drużyn, które nie uzyskały awansu z mistrzostw kontynentu, podzielone na dziewięć par rozegrało pomiędzy sobą dwumecze o awans do turnieju głównego mistrzostw świata.

### Europejski turniej eliminacyjny – faza grupowa
Losowanie grup zostało zaplanowane na 24 czerwca 2016 roku. Piętnaście drużyn podzielonych zostało na trzy koszyki według wyników osiągniętych w eliminacjach do ME 2016, a w wyniku losowania zostały utworzone trzy cztero- i jedna trzyzespołowa grupa, w których drużyny miały rywalizować systemem kołowym w okresie od 5 października do 4 grudnia 2016 roku, choć możliwe było za zgodą wszystkich zespołów z danej grupy również przeprowadzenie eliminacji w formie turnieju rozegranego w jednej hali. Do fazy play-off europejskich eliminacji awansowały po dwie czołowe drużyny z grup czterozespołowych i zwycięzca grupy trzyzespołowej. Wszystkie cztery grupy postanowiły rozegrać mecze eliminacyjne w formie jednego turnieju.
| Koszyk 1 |
| -------- |
| Austria  |
| Białoruś |
| Islandia |
| Słowacja |
| Turcja   |
| Ukraina  |

| Koszyk 2           |
| ------------------ |
| Włochy             |
| Litwa              |
| Macedonia Północna |
| Portugalia         |
| Szwajcaria         |

| Koszyk 3    |
| ----------- |
| Wyspy Owcze |
| Grecja      |
| Izrael      |
| Kosowo      |

W wyniku transmitowanego w Internecie losowania wyłoniono trzy cztero- i jedną trzyzespołową grupę.
| Grupa 1  | Grupa 2    | Grupa 3            | Grupa 4    |
| -------- | ---------- | ------------------ | ---------- |
| Ukraina  | Białoruś   | Austria            | Włochy     |
| Słowacja | Turcja     | Islandia           | Portugalia |
| Litwa    | Szwajcaria | Macedonia Północna | Izrael     |
| Grecja   | Kosowo     | Wyspy Owcze        |            |

Awans do fazy play-off uzyskały Ukraina, Słowacja i Włochyoraz Białoruś, Turcja, Austria i Macedonia.

#### Grupa A
| 25 listopada 201617:45 | Ukraina | 21:20(9:13) | Słowacja | Mestská športová hala, Šaľa Widzów: 2 000 Sędzia: Pech, Vagvölgyi |
| 25 listopada 201617:45 |         | 21:20(9:13) |          | Mestská športová hala, Šaľa Widzów: 2 000 Sędzia: Pech, Vagvölgyi |

| 25 listopada 201619:45 | Litwa | 31:25(18:13) | Grecja | Mestská športová hala, Šaľa Widzów: 1 000 Sędzia: Praštalo, Todorović |
| 25 listopada 201619:45 |       | 31:25(18:13) |        | Mestská športová hala, Šaľa Widzów: 1 000 Sędzia: Praštalo, Todorović |

| 26 listopada 201617:45 | Słowacja | 27:24(13:10) | Grecja | Mestská športová hala, Šaľa Widzów: 2 000 Sędzia: Pech, Vagvölgyi |
| 26 listopada 201617:45 |          | 27:24(13:10) |        | Mestská športová hala, Šaľa Widzów: 2 000 Sędzia: Pech, Vagvölgyi |

| 26 listopada 201619:45 | Ukraina | 31:16(16:6) | Litwa | Mestská športová hala, Šaľa Widzów: 500 Sędzia: Praštalo, Todorović |
| 26 listopada 201619:45 |         | 31:16(16:6) |       | Mestská športová hala, Šaľa Widzów: 500 Sędzia: Praštalo, Todorović |

| 27 listopada 201617:45 | Słowacja | 27:16(13:9) | Litwa | Mestská športová hala, Šaľa Widzów: 2 000 Sędzia: Praštalo, Todorović |
| 27 listopada 201617:45 |          | 27:16(13:9) |       | Mestská športová hala, Šaľa Widzów: 2 000 Sędzia: Praštalo, Todorović |

| 27 listopada 201619:45 | Grecja | 14:27(7:14) | Ukraina | Mestská športová hala, Šaľa Widzów: 500 Sędzia: Pech, Vagvölgyi |
| 27 listopada 201619:45 |        | 14:27(7:14) |         | Mestská športová hala, Šaľa Widzów: 500 Sędzia: Pech, Vagvölgyi |

#### Grupa B
| 2 grudnia 201617:00 | Białoruś | 37:23(17:10) | Turcja | Dworiec sporta „Uruczje”, Mińsk Widzów: 1 850 Sędzia: Năstase, Stancu |
| 2 grudnia 201617:00 |          | 37:23(17:10) |        | Dworiec sporta „Uruczje”, Mińsk Widzów: 1 850 Sędzia: Năstase, Stancu |

| 2 grudnia 201619:00 | Szwajcaria | 36:21(16:10) | Kosowo | Dworiec sporta „Uruczje”, Mińsk Widzów: 318 Sędzia: Rakytina, Tkachuk |
| 2 grudnia 201619:00 |            | 36:21(16:10) |        | Dworiec sporta „Uruczje”, Mińsk Widzów: 318 Sędzia: Rakytina, Tkachuk |

| 3 grudnia 201613:00 | Turcja | 36:17(15:10) | Kosowo | Dworiec sporta „Uruczje”, Mińsk Widzów: 205 Sędzia: Rakytina, Tkachuk |
| 3 grudnia 201613:00 |        | 36:17(15:10) |        | Dworiec sporta „Uruczje”, Mińsk Widzów: 205 Sędzia: Rakytina, Tkachuk |

| 3 grudnia 201615:00 | Białoruś | 35:27(17:15) | Szwajcaria | Dworiec sporta „Uruczje”, Mińsk Widzów: 1 820 Sędzia: Năstase, Stancu |
| 3 grudnia 201615:00 |          | 35:27(17:15) |            | Dworiec sporta „Uruczje”, Mińsk Widzów: 1 820 Sędzia: Năstase, Stancu |

| 4 grudnia 201612:00 | Turcja | 29:24(15:13) | Szwajcaria | Dworiec sporta „Uruczje”, Mińsk Widzów: 425 Sędzia: Năstase, Stancu |
| 4 grudnia 201612:00 |        | 29:24(15:13) |            | Dworiec sporta „Uruczje”, Mińsk Widzów: 425 Sędzia: Năstase, Stancu |

| 4 grudnia 201614:00 | Kosowo | 13:31(6:16) | Białoruś | Dworiec sporta „Uruczje”, Mińsk Widzów: 1 510 Sędzia: Rakytina, Tkachuk |
| 4 grudnia 201614:00 |        | 13:31(6:16) |          | Dworiec sporta „Uruczje”, Mińsk Widzów: 1 510 Sędzia: Rakytina, Tkachuk |

#### Grupa C
| 2 grudnia 201618:00 | Austria | 24:28(12:12) | Islandia | Høllin á Hálsi, Thorshavn Widzów: 50 Sędzia: Chrzan, Janas |
| 2 grudnia 201618:00 |         | 24:28(12:12) |          | Høllin á Hálsi, Thorshavn Widzów: 50 Sędzia: Chrzan, Janas |

| 2 grudnia 201620:00 | Macedonia Północna | 21:19(8:8) | Wyspy Owcze | Høllin á Hálsi, Thorshavn Widzów: 200 Sędzia: Mandák, Rudinský |
| 2 grudnia 201620:00 |                    | 21:19(8:8) |             | Høllin á Hálsi, Thorshavn Widzów: 200 Sędzia: Mandák, Rudinský |

| 3 grudnia 201615:00 | Austria | 28:19(14:10) | Macedonia Północna | Høllin á Hálsi, Thorshavn Widzów: 50 Sędzia: Chrzan, Janas |
| 3 grudnia 201615:00 |         | 28:19(14:10) |                    | Høllin á Hálsi, Thorshavn Widzów: 50 Sędzia: Chrzan, Janas |

| 3 grudnia 201617:00 | Islandia | 24:16(9:5) | Wyspy Owcze | Høllin á Hálsi, Thorshavn Widzów: 150 Sędzia: Mandák, Rudinský |
| 3 grudnia 201617:00 |          | 24:16(9:5) |             | Høllin á Hálsi, Thorshavn Widzów: 150 Sędzia: Mandák, Rudinský |

| 4 grudnia 201616:00 | Islandia | 20:27(11:15) | Macedonia Północna | Høllin á Hálsi, Thorshavn Widzów: 60 Sędzia: Mandák, Rudinský |
| 4 grudnia 201616:00 |          | 20:27(11:15) |                    | Høllin á Hálsi, Thorshavn Widzów: 60 Sędzia: Mandák, Rudinský |

| 4 grudnia 201618:00 | Wyspy Owcze | 22:29(10:18) | Austria | Høllin á Hálsi, Thorshavn Widzów: 180 Sędzia: Chrzan, Janas |
| 4 grudnia 201618:00 |             | 22:29(10:18) |         | Høllin á Hálsi, Thorshavn Widzów: 180 Sędzia: Chrzan, Janas |

#### Grupa D
| 25 listopada 201618:00 | Izrael | 26:26(12:12) | Włochy | Palazzetto dello Sport Concetto Lo Bello, Syrakuzy Widzów: 500 Sędzia: Vujačić, Kažanegra |
| 25 listopada 201618:00 |        | 26:26(12:12) |        | Palazzetto dello Sport Concetto Lo Bello, Syrakuzy Widzów: 500 Sędzia: Vujačić, Kažanegra |

| 26 listopada 201620:00 | Portugalia | 35:18(19:10) | Izrael | Palazzetto dello Sport Concetto Lo Bello, Syrakuzy Widzów: 200 Sędzia: Vujačić, Kažanegra |
| 26 listopada 201620:00 |            | 35:18(19:10) |        | Palazzetto dello Sport Concetto Lo Bello, Syrakuzy Widzów: 200 Sędzia: Vujačić, Kažanegra |

| 27 listopada 201616:30 | Włochy | 25:20(12:12) | Portugalia | Palazzetto dello Sport Concetto Lo Bello, Syrakuzy Widzów: 1 000 Sędzia: Vujačić, Kažanegra |
| 27 listopada 201616:30 |        | 25:20(12:12) |            | Palazzetto dello Sport Concetto Lo Bello, Syrakuzy Widzów: 1 000 Sędzia: Vujačić, Kažanegra |

### Mistrzostwa Europy w Piłce Ręcznej Kobiet 2016
Kwalifikację na mistrzostwa świata uzyskały trzy najlepsze, prócz mających już zapewniony awans Niemiec i Norwegii, drużyny Mistrzostw Europy 2016, które odbyły się w dniach od 4 do 18 grudnia 2016 roku w Szwecji. Jako że w czołowej czwórce znalazły się Norweżki, do turnieju finałowego mistrzostw świata awansowali pozostali trzej półfinaliści – Dania, Francja i Holandia.

### Europejski turniej eliminacyjny – faza play-off
W tej fazie rozgrywek brało udział osiemnaście reprezentacji narodowych – jedenaście drużyn uczestniczących w mistrzostwach kontynentu, które dotychczas nie uzyskały awansu, oraz siedem zespołów z pierwszej fazy eliminacji. 
Losowanie par zostało zaplanowane na 17 grudnia 2016 roku, a przed nim nastąpiło rozstawienie zespołów. W drugim koszyku znalazły się zespoły z miejsc 15–16 Mistrzostw Europy 2016 oraz zespoły z eliminacji, wyżej uplasowana w ME pozostała dziewiątka znalazła się w koszyku pierwszym. Losowanie wyłoniło dziewięć par walczących w dwumeczach zaplanowanych na 9–11 czerwca i 13–15 czerwca 2017 roku, a ich zwycięzcy awansowali do turnieju finałowego mistrzostw świata. We wszystkich parach górą okazały się zespoły wyżej rozstawione.
| 9 czerwca 201719:00 | Czarnogóra | 33:26(12:15) | Białoruś | Sportska Dvorana Topolica, Bar Widzów: 2 000 Sędzia: Florescu, Stoia |
| 9 czerwca 201719:00 |            | 33:26(12:15) |          | Sportska Dvorana Topolica, Bar Widzów: 2 000 Sędzia: Florescu, Stoia |

| 9 czerwca 201719:00 | Rosja | 31:20(15:14) | Polska | Sportkompleks Zwiezdnyj, Astrachań Widzów: 6 000 Sędzia: Herczeg, Südi |
| 9 czerwca 201719:00 |       | 31:20(15:14) |        | Sportkompleks Zwiezdnyj, Astrachań Widzów: 6 000 Sędzia: Herczeg, Südi |

| 9 czerwca 201719:00 | Ukraina | 24:24(10:16) | Hiszpania | Sport Manezh of Sumy State University, Sumy Widzów: 1 500 Sędzia: Mertinian, Syrepisios |
| 9 czerwca 201719:00 |         | 24:24(10:16) |           | Sport Manezh of Sumy State University, Sumy Widzów: 1 500 Sędzia: Mertinian, Syrepisios |

| 9 czerwca 201720:00 | Rumunia | 34:29(17:16) | Austria | Sala Sporturilor Antonio Alexe, Oradea Widzów: 2 400 Sędzia: Sager, Styger |
| 9 czerwca 201720:00 |         | 34:29(17:16) |         | Sala Sporturilor Antonio Alexe, Oradea Widzów: 2 400 Sędzia: Sager, Styger |

| 10 czerwca 201716:30 | Włochy | 23:33(11:16) | Serbia | Kioene Arena, Padwa Widzów: 3 200 Sędzia: Aliyev, Aghakishiyev |
| 10 czerwca 201716:30 |        | 23:33(11:16) |        | Kioene Arena, Padwa Widzów: 3 200 Sędzia: Aliyev, Aghakishiyev |

| 10 czerwca 201717:00 | Węgry | 28:19(14:8) | Słowacja | Főnix Csarnok, Debreczyn Widzów: 3 822 Sędzia: Pavićević, Ražnatović |
| 10 czerwca 201717:00 |       | 28:19(14:8) |          | Főnix Csarnok, Debreczyn Widzów: 3 822 Sędzia: Pavićević, Ražnatović |

| 10 czerwca 201718:00 | Chorwacja | 23:28(10:15) | Słowenia | Dvorana Gradski vrt, Osijek Widzów: 2 000 Sędzia: Alpaidze, Berezkina |
| 10 czerwca 201718:00 |           | 23:28(10:15) |          | Dvorana Gradski vrt, Osijek Widzów: 2 000 Sędzia: Alpaidze, Berezkina |

| 10 czerwca 201718:30 | Czechy | 29:25(15:15) | Turcja | Sportovní hala Most, Most Widzów: 600 Sędzia: Antić, Jakovljević |
| 10 czerwca 201718:30 |        | 29:25(15:15) |        | Sportovní hala Most, Most Widzów: 600 Sędzia: Antić, Jakovljević |

| 10 czerwca 201720:30 | Macedonia Północna | 20:31(9:12) | Szwecja | SRC Kale, Skopje Widzów: 1 700 Sędzia: Vranes, Wenninger |
| 10 czerwca 201720:30 |                    | 20:31(9:12) |         | SRC Kale, Skopje Widzów: 1 700 Sędzia: Vranes, Wenninger |

| 13 czerwca 201719:15 | Szwecja | 46:27(26:11) | Macedonia Północna | Ystad Arena, Ystad Widzów: 2 164 Sędzia: Bounouara, Sami |
| 13 czerwca 201719:15 |         | 46:27(26:11) |                    | Ystad Arena, Ystad Widzów: 2 164 Sędzia: Bounouara, Sami |

| 13 czerwca 201719:35 | Austria | 24:33(13:11) | Rumunia | Sportzentrum Alte Au, Stockerau Widzów: 1 500 Sędzia: Rakytina, Tkachuk |
| 13 czerwca 201719:35 |         | 24:33(13:11) |         | Sportzentrum Alte Au, Stockerau Widzów: 1 500 Sędzia: Rakytina, Tkachuk |

| 14 czerwca 201718:00 | Słowacja | 24:24(10:11) | Węgry | Zimný štadión Ondreja Nepelu, Bratysława Widzów: 8 000 Sędzia: Pandžić, Satordzija |
| 14 czerwca 201718:00 |          | 24:24(10:11) |       | Zimný štadión Ondreja Nepelu, Bratysława Widzów: 8 000 Sędzia: Pandžić, Satordzija |

| 14 czerwca 201718:00 | Serbia | 34:16(14:4) | Włochy | Čair Sports Center, Nisz Widzów: 2 000 Sędzia: Panayides, Andreou |
| 14 czerwca 201718:00 |        | 34:16(14:4) |        | Čair Sports Center, Nisz Widzów: 2 000 Sędzia: Panayides, Andreou |

| 14 czerwca 201721:00 | Hiszpania | 22:20(14:5) | Ukraina | Pabellón Polideportivo Municipal Fernando Argüelles, Antequera Widzów: 2 000 Sędzia: Harabagiu, Stănescu |
| 14 czerwca 201721:00 |           | 22:20(14:5) |         | Pabellón Polideportivo Municipal Fernando Argüelles, Antequera Widzów: 2 000 Sędzia: Harabagiu, Stănescu |

| 15 czerwca 201718:00 | Białoruś | 25:23(11:10) | Czarnogóra | Miński Pałac Sportu, Mińsk Widzów: 1 800 Sędzia: Jurinović, Mrvica |
| 15 czerwca 201718:00 |          | 25:23(11:10) |            | Miński Pałac Sportu, Mińsk Widzów: 1 800 Sędzia: Jurinović, Mrvica |

| 15 czerwca 201718:30 | Polska | 28:32(14:15) | Rosja | Hala Widowiskowo-Sportowa, Koszalin Widzów: 2 900 Sędzia: Marić, Mašić |
| 15 czerwca 201718:30 |        | 28:32(14:15) |       | Hala Widowiskowo-Sportowa, Koszalin Widzów: 2 900 Sędzia: Marić, Mašić |

| 15 czerwca 201718:00 | Słowenia | 27:28(12:16) | Chorwacja | Dvorana Golovec, Celje Widzów: 1 100 Sędzia: Horváth, Marton |
| 15 czerwca 201718:00 |          | 27:28(12:16) |           | Dvorana Golovec, Celje Widzów: 1 100 Sędzia: Horváth, Marton |

| 15 czerwca 201719:00 | Turcja | 23:31(15:14) | Czechy | THF Spor Salonu, Ankara Widzów: 800 Sędzia: Barysas, Petrušis |
| 15 czerwca 201719:00 |        | 23:31(15:14) |        | THF Spor Salonu, Ankara Widzów: 800 Sędzia: Barysas, Petrušis |

## Afryka
Turniejem kwalifikacyjnym w Afryce były mistrzostwa tego kontynentu, które zostały rozegrane w dniach 28 listopada–7 grudnia 2016 roku w Angoli. Po meczu półfinałowym zespół Senegalu został zdyskwalifikowany za wystawienie nieuprawnionej zawodniczki, oznaczało to, że do MŚ 2017 awansowali pozostali trzej półfinaliści – Angola, Tunezja i Kamerun.

## Ameryka
Turniejem kwalifikacyjnym w Ameryce były dziesięciozespołowe mistrzostwa tego kontynentu, które odbyły się w czerwcu 2017 roku w Argentynie. Czwarty tytuł z rzędu zdobyły Brazylijki, które wraz z Argentynkami i Paragwajkami awansowały do mistrzostw świata.

## Azja
Turniejem kwalifikacyjnym w Azji były mistrzostwa tego kontynentu, które odbyły się w marcu 2017 roku w Korei Południowej. W zawodach triumfowały po raz trzynasty Koreanki, które wraz z Japonkami i Chinkami awansowały do mistrzostw świata.